# Leone (cacciatorpediniere)

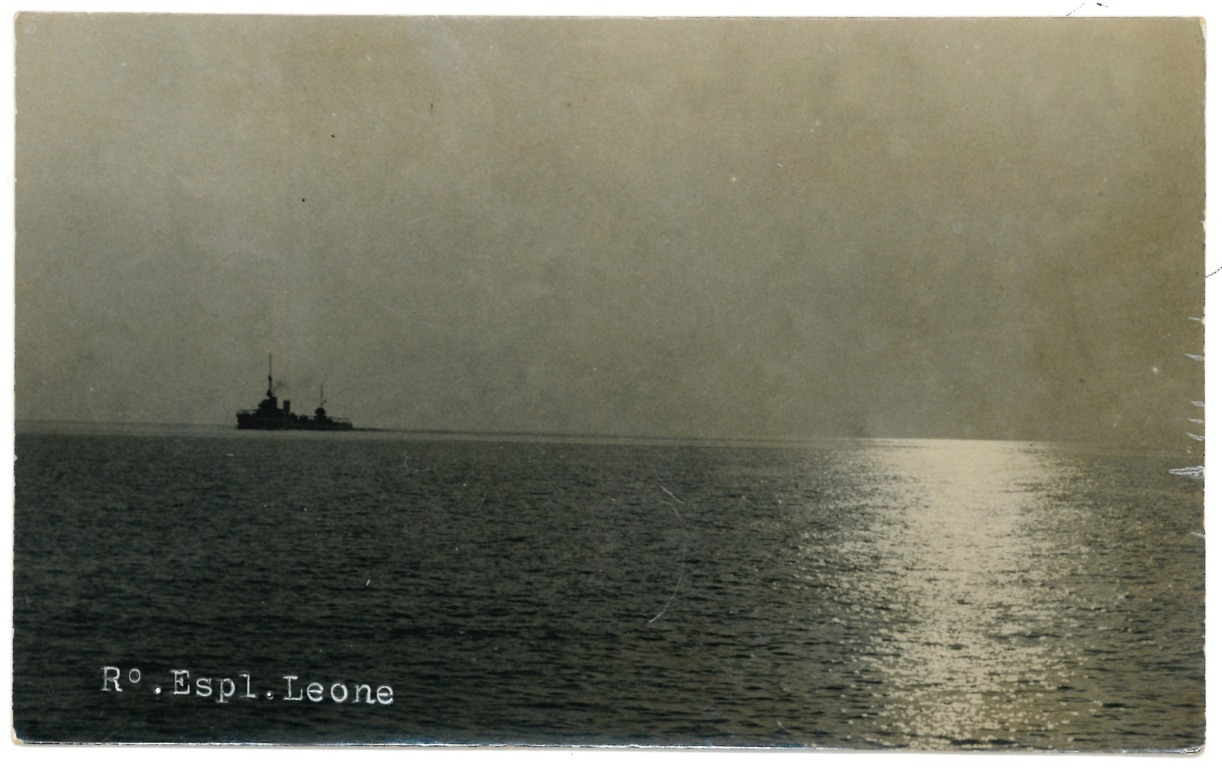
Cartolina anni'30, raffigurante la Regia Nave Esploratore "Leone"

Il Leone è stato un esploratore e poi un cacciatorpediniere della Regia Marina.

## Storia
Nel 1925 partecipò ad una crociera in acque nordeuropee.
Nel 1931 fu sottoposto ad un primo periodo di lavori di rimodernamento che previdero l'imbarco di una centrale di tiro, la sostituzione dei 6 tubi lanciasiluri da 450 mm con 4 da 533 e quella dei due pezzi da 76 mm con 2 mitragliere da 40 mm.
Prese poi parte ad un'altra campagna navale in Mar Egeo.
Nel 1936, in previsione del suo trasferimento in Mar Rosso, subì altri lavori di modifica con la climatizzazione degli interni, apparati per impedire il surriscaldamento dei depositi munizioni, l'eliminazione di un complesso binato da 120 e l'installazione di 4 mitragliere Breda Mod. 31 da 13,2 mm.
Tra il 1936 ed il 1938 partecipò alle operazioni in Africa Orientale Italiana.
Il 27 aprile 1938, tornato in Mediterraneo, fu danneggiato da un incendio che obbligò ad allagare i depositi munizioni per impedirne l'esplosione.
Sempre nel 1938 venne declassato a cacciatorpediniere.
Alla data dell'ingresso dell'Italia nella seconda guerra mondiale apparteneva alla V Squadriglia Cacciatorpediniere con base a Massaua, insieme ai gemelli Tigre e Pantera. Comandante della nave era il capitano di fregata Uguccione Scroffa.
Nella mattinata del 27 giugno 1940 salpò da Massaua insieme al gemello Pantera ed alla vecchia torpediniera Acerbi per soccorrere il sommergibile Perla, che si era incagliato in seguito ad esalazioni di cloruro di metile che avevano intossicato gran parte dell'equipaggio; dovette però ben presto invertire la rotta e tornare in porto perché in avaria.
Sempre in giugno prese a bordo parte dell'equipaggio di un altro sommergibile, l'Archimede, i cui uomini, come quelli del Perla, erano stati avvelenati dal cloruro di metile.
Il 19 settembre lasciò Massaua insieme al Pantera ed ai più piccoli Battisti e Manin per attaccare il convoglio «BN 5» (23 mercantili scortati dall'incrociatore leggero HMNZS Leander e dagli sloop Auckland, Yarra e Parramatta), ma rientrò in porto il 21, senza averlo individuato.
Il 21 ottobre 1940, nel corso di un'altra missione di intercettazione del traffico nemico, attaccò, alle 2.19 di notte, insieme al gemello Pantera ed ai più piccoli cacciatorpediniere Nullo, Battisti e Manin, il convoglio britannico «BN 7», composto da 32 mercantili con la scorta dell'incrociatore leggero HMNZS Leander, del cacciatorpediniere HMS Kimberley e degli sloops Yarra (australiano), Auckland (britannico) e Indus (indiano). Il combattimento fu sfavorevole alle navi italiane che dovettero rinunciare all'attacco e ripiegare coprendosi la ritirata con una cortina fumogena, mentre il Nullo, rimasto isolato e rallentato da un'avaria al timone, fu affondato dopo un violento scontro con il Kimberley.
Il 3 dicembre fu inviato – assieme a Tigre, Sauro e Manin ed al sommergibile Ferraris – alla ricerca di un convoglio, che non venne però individuato.
Nella notte tra il 2 ed il 3 febbraio 1941 attaccò infruttuosamente, unitamente a Tigre e Pantera, un convoglio britannico.
Si fece poi evidente l'ormai imminente caduta dell'Africa Orientale Italiana. In vista della resa di Massaua, fu organizzato un piano di evacuazione delle unità dotate di grande autonomia (mandate in Francia od in Giappone) e di distruzione delle restanti navi. I 6 cacciatorpediniere che formavano le squadriglie III (Battisti, Sauro, Manin) e V (Tigre, Leone, Pantera) non avevano autonomia sufficiente a raggiungere un porto amico, quindi si decise il loro impiego in una missione suicida: un attacco con obiettivi Suez (Tigre, Leone, Pantera) e Porto Said (Sauro, Manin, Battisti). Se non fossero state in grado di proseguire, le unità non sarebbero rientrate a Massaua (dove peraltro non avrebbero avuto altra sorte che la cattura o l'autoaffondamento, in quanto la piazzaforte cadde l'8 aprile 1941), ma si sarebbero invece autoaffondate.
La V Squadriglia partì per la sua missione il 31 marzo. Durante la notte tra il 31 marzo ed il 1º aprile, tuttavia, dopo poche ore di navigazione, il Leone finì incagliato su due spuntoni di una scogliera madreporica sommersa che non era segnata dalle carte; nello scafo si aprì un grosso squarcio e frattanto si sviluppò a prua (dov'era avvenuto l'urto) un violento incendio che divenne indomabile. L'equipaggio dovette abbandonare la nave dopo aver avviato le manovre di autoaffondamento; fu tratto in salvo dal Pantera, che accelerò l'affondamento della nave gemella con il tiro dei suoi cannoni. Alle cinque di mattina del 1º aprile il Leone affondò 13-15 di miglia a settentrione di Awali Hutub, un'isola a nord dell'arcipelago delle Dahlak.
Il Leone aveva effettuato in tutto 10 missioni di guerra, percorrendo complessivamente 2388 miglia.